# První list Timoteovi

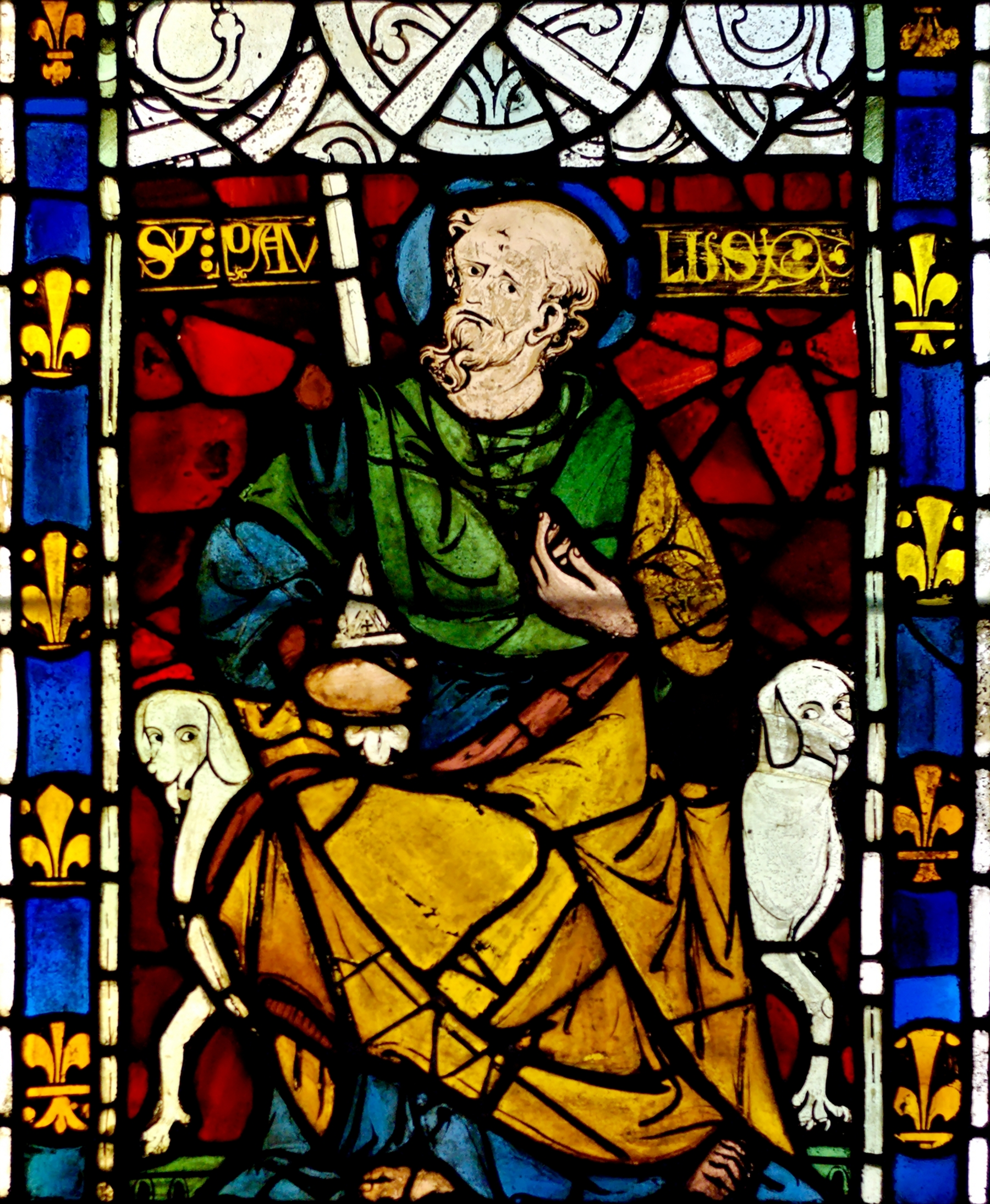
Sv. Pavel. Vitráž z Rouenu, kolem 1260

První list Timoteovi (zkratka 1Tm nebo 1Tim) je součást Nového zákona, jeden z tzv. pastorálních listů, připisovaných apoštolu Pavlovi. Byl napsán řecky, patrně v letech 63-67 ve vězení v Římě. O autorství listu však někteří pochybují, hlavně na základě jazykových důvodů.
Timoteus byl Pavlův žák a dlouholetý spolupracovník, později také biskup v Efesu. Apoštol Pavel mu dává rady ohledně organizace místní církve, různých funkcí a povinností i vedení křesťanského života vůbec. Podrobně popisuje organizaci místní církve, ustanovené („zapsané“) vdovy, jáhny, starší a biskupy. Obsahuje souhrn základních požadavků na starší a jáhny, zejména klade důraz na morální čistotu, mírnost a spořádaný rodinný život. Proti gnostickým tendencím odmítá askezi a chválí dobré Boží stvoření, varuje však před milováním peněz. Timotea osobně pak apoštol Pavel zásobuje celou řadou praktických rad ohledně osobního života i vedení místní církve.

## Citát
| „                          | „Nižádný mladostí tvou nepohrdej, ale buď příkladem věrných v řeči, v lásce, v duchu, u víře, v čistotě. Dokudž k tobě nepřijdu, buďiž pilen čítání, a napomínání, i učení. Nezanedbávej daru, kterýž jest v tobě, jenž jest dán skrze proroctví s vzkládáním rukou starších na tě. O tom přemyšluj, v tom buď ustavičně, aby prospěch tvůj zjevný byl všechněm.“ | “ |
| — 1Tm 4, 12–15 (Kral, ČEP) | |   |

| „                         | „Zbožnost, která se spokojí s tím, co má, je už sama velké bohatství. Nic jsme si totiž na svět nepřinesli, a také si nic nemůžeme odnést. Máme-li jídlo a oděv, spokojme se s tím. Kdo chce být bohatý, upadá do osidel pokušení a do mnoha nerozumných a škodlivých tužeb, které strhují lidi do zkázy a záhuby, Kořenem všeho toho zla je láska k penězům.“ | “ |
| — 1Tm 6, 6–10 (Kral, ČEP) | |   |